# 팻 시티
《팻 시티》(영어: Fat City)는 미국에서 제작된 존 휴스턴 감독의 1972년 스포츠 드라마 영화이다. 레너드 가드너의 동명 소설이 원작이다. 스테이시 키치, 제프 브리지스 등이 출연하였으며, 캔디 클라크의 영화 데뷔작이다. 아트 애러건, 레이 스타크, 앨 실바니 등 권투계 유명 인사들이 조연으로 섭외되었다. 레이 스타크 등이 제작에 참여하였다.
제45회 아카데미상에서 수전 터렐이 여우 조연상 후보에 올랐다.

## 줄거리
전성기가 지난 권투 선수 빌리는 캘리포니아주 스톡턴의 한 체육관에서 잠재력을 지닌 18살 어니를 만나고 그에게 고무되어 권투계에 복귀하려고 한다. 그러나 빌리는 아내가 떠난 후로 술을 과음하고 일자리에 정착하지 못하고 있으며, 어니는 여자친구가 임신하는 바람에 결혼의 압박을 받는다.

## 출연진
- 스테이시 키치
- 제프 브리지스
- 수전 터렐
- 캔디 클라크
- 니컬러스 콜러샌토
- 아트 애러건
- 커티스 코크스
- 앨 실바니

## 기타 제작진
- 협력 제작: 데이비드 드워스키
- 배역: 프레드 루스, 제니퍼 셜
- 미술: 리처드 실버트
- 의상: 도러시 지킨스